# Serguéi Ignátiev
Serguéi Mijáilovich Ignátiev (en ruso: Серге́й Михайлович Игнатьев, nacido el 10 de enero de 1948 en Leningrado, Unión Soviética) es un economista, banquero, y oficial ruso.
Desde el 13 de septiembre de 1996 al 5 de abril de 1997, fue el asesor en asuntos económicos del presidente Boris Yeltsin. A partir de abril de 1997 hasta marzo de 2002, trabajó como viceministro de Finanzas de Rusia.
Desde el 20 de marzo de 2002 hasta el 24 de junio de 2013 fue el presidente del Banco de Rusia.